# سحالي دودية
القهقرانية أو السحالي الدودية (الاسم العلمي: Amphisbaenidae) هي فصيلة من الزواحف تتبع رتبة الحرشفيات من طائفة العظايا الحرشفية.

## أجناس
- السحلية الدودية